# Linia kolejowa Milotice nad Opavou – Vrbno pod Pradědem
Linia kolejowa Milotice nad Opavou – Vrbno pod Pradědem – linia kolejowa w Czechach biegnąca przez kraj morawsko-śląski, od Milotic nad Opavou do Vrbna pod Pradědem.